# Södra Riddarholmshamnen

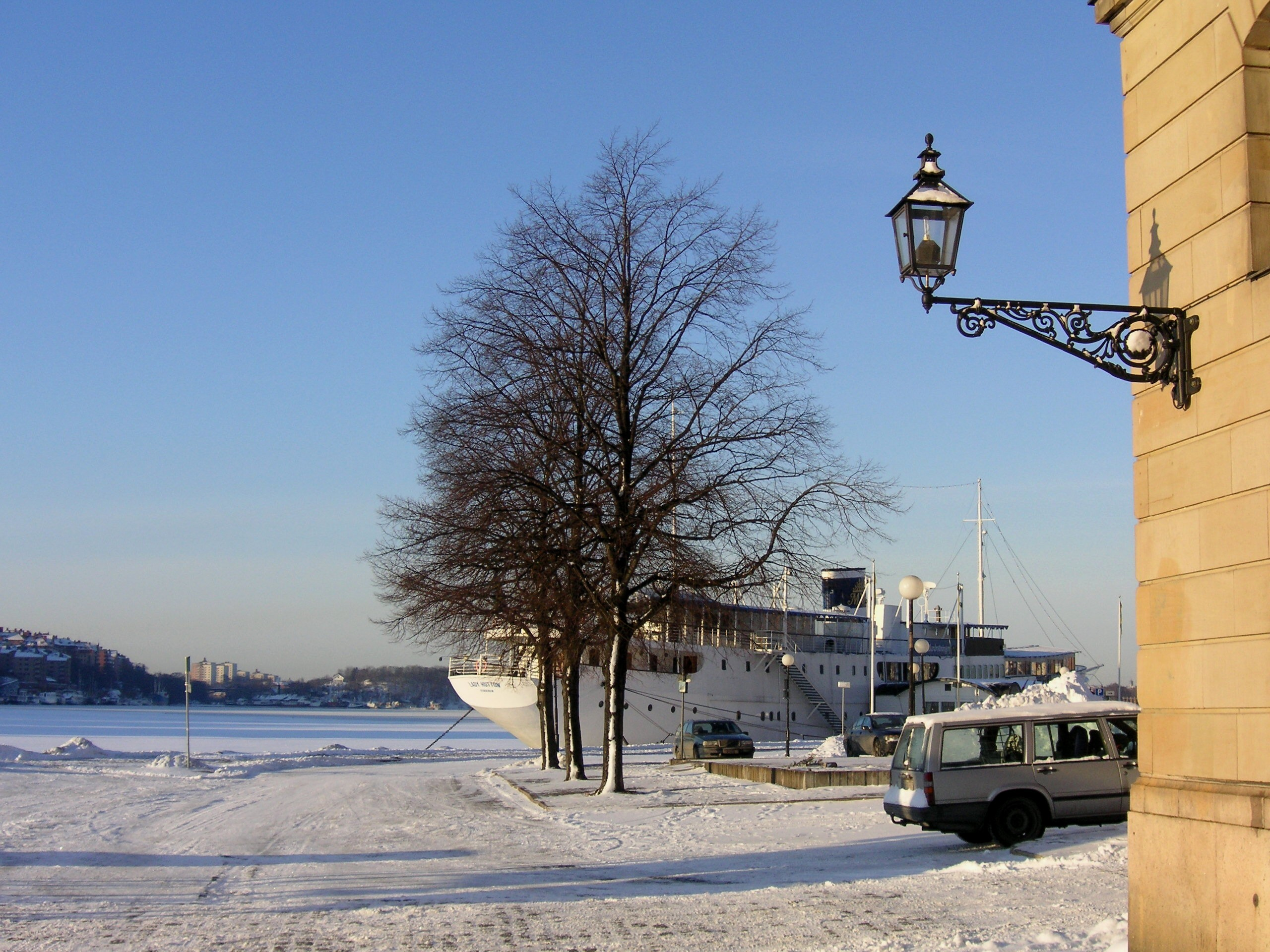
Södra Riddarholmshamnen och Mälardrottningen, vy mot väst.

Södra Riddarholmshamnen är en gata och kaj mot Riddarfjärden på Riddarholmen i Stockholm. Den börjar vid Hebbes Bro, sträcker sig runt södra delen av Riddarholmen och slutar i Norra Riddarholmshamnen i höjd med Evert Taubes terrass.  Gatan fick sitt namn 1925.
Längs Södra Riddarholmshamnen finns Gamla riksdagshuset, Västra Gymnasiehuset, Östra Gymnasiehuset, Sparreska palatset och Kammarrättens hus. I Riddarfjärden mot kajen ligger sedan september 1982 Mälardrottningen, en lustyacht som drivs som hotell och restaurang.